# Diego de Pantoja

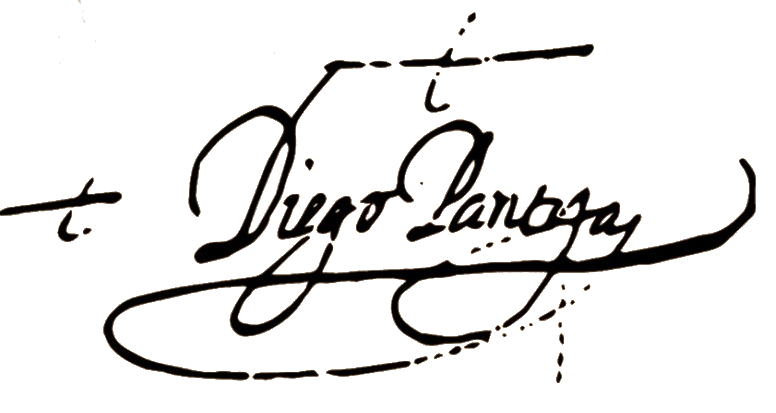
Firma di Diego de Pantoja

Diego de Pantoja o Diego Pantoja (in cinese: 龐迪我, Pang Diwo) (Valdemoro, 24 aprile 1571 – Macao, 9 luglio 1618) è stato un gesuita e missionario spagnolo in Cina, noto per aver accompagnato Matteo Ricci a Pechino. Il suo nome compare anche in alcune fonti come Didaco Pantoia..

## Biografia
Prima di entrare nella Compagnia di Gesù, Diego de Pantoja studiò Grammatica e Logica all'Università di Alcalá de Henares. In seguito studiò Filosofia presso il Collegio gesuitico di Ocaña e Teologia ad Alcalá. Nel corso della sua formazione fece richiesta di essere assegnato alle missioni in Oriente. Pantoja desiderava essere inviato come missionario in Cina, ma fu destinato al Giappone. Subito dopo l'ordinazione sacerdotale fu mandato a Lisbona, principale porto di partenza per i missionari. Arrivò a Macao il 20 luglio 1597, dove gli fu affidato un incarico presso il Colégio de São Paulo.
Mentre si trovava a Macao le circostanze indussero i suoi superiori a modificare la destinazione e lo inviarono nella capitale meridionale della dinastia Ming, Nanjing, dove si stabilì a partire dal marzo del 1600. Lavorò con Matteo Ricci con il quale collaborò alla realizzazione dello Zhifang waiji, il primo atlante mondiale della storia cinese. Insieme, lasciarono Nanjing il 19 maggio 1600 e arrivarono alla capitale settentrionale della dinastia Ming, Pechino, il 24 gennaio 1601.
Ricci colse immediatamente le qualità del suo giovane compagno, fra cui le sue doti musicali, che valorizzò incaricandolo di frequentare il Palazzo imperiale per insegnare ai musici di corte l'uso del clavicembalo donato all'Imperatore.
Pantoja rimase a Pechino fino al 1617, ben dopo la morte del suo maestro avvenuta nel 1610, contribuendo così in modo determinante al consolidamento della presenza dei gesuiti nella "Capitale del Nord" e quindi nell'intero Impero.
A Pechino, Pantoja era stato testimone diretto del lavoro di Ricci alla realizzazione della versione più matura del suo Catechismo, intitolato Il vero significato del Signore del Cielo, e a quell'affascinante raccolta di dieci dialoghi di insegnamenti religiosi e morali intitolata I Dieci capitoli di un uomo strano, che incontrò uno straordinario successo. Negli anni seguenti anche Pantoja si cimentò nella pubblicazione di opere analoghe di grande portata e di elevata qualità letteraria, fra cui rimarrà famosa quella intitolata Le sette vittorie (contro i sette peccati capitali), inserita in seguito in una delle più importanti collezioni imperiali "dei libri eccellenti".
Il padre Diego coltivò e sviluppò ulteriormente la preziosa amicizia con i discepoli e amici cinesi di Ricci, in particolare il famoso dottor Paolo Xu Guangqi, un importante e dotto funzionario imperiale, che aveva tradotto in cinese insieme a Ricci gli Elementi di Euclide e che, dopo la morte di Ricci, fece assegnare a Pantoja e al suo confratello Sabatino de Ursis il compito di lavorare alla riforma del calendario cinese. Questa grande impresa scientifica e culturale, di cui i due padri potranno compiere solo i primi passi, sarà portata avanti dai gesuiti loro successori e costituirà uno degli aspetti più importanti e fecondi del dialogo fra scienza occidentale e scienza cinese, rappresentando uno dei punti più alti e felici dei rapporti fra l’Occidente e la Cina e uno degli episodi più gloriosi del servizio culturale della Compagnia di Gesù.
Il ruolo di Pantoja fu determinante nell'ottenere il decreto imperiale che autorizzò la sepoltura del Padre Ricci in terra cinese, cosa mai avvenuta fino ad allora per uno straniero, dando così inizio al famoso cimitero di Zhalan a Pechino, che, con le sue 63 grandi stele tombali di famosi gesuiti (Ricci, Schall, Verbiest, Schreck, Buglio, Castiglione e altri) rimane fino ad oggi il luogo più intensamente evocativo della storia della missione cinese durante la prima Compagnia di Gesù.
La situazione di Pantoja e dei missionari gesuiti si fece critica durante il periodo di violenti attacchi denigratori contro di loro iniziati a Nanchino – la cosiddetta "persecuzione di Nanchino" – che dureranno dal 1615 al 1617. La campagna fu così violenta che le appassionate argomentazioni a difesa dell'operato dei missionari svolte da Pantoja e dal grande amico e protettore dei missionari Xu Guangqi non bastarono ad evitarne l'espulsione da Pechino. Il 18 marzo 1617 Pantoja fu processato ed espulso dalla Cina, insieme al collega Sabatino de Ursis, e si stabilì a Macao. Morì a Macao nel luglio 1618, a 47 anni di età, dopo avere trascorso 21 anni in Cina. Fu sepolto nella cattedrale di San Paolo. Nella natia Valdemoro, alla fine del '900, fu posta una lapide in sua memoria.

## Opere
- Qike daquan [Le sette vittorie], Pechino, 1614 [Taipei, 1962];
- Renlei yuanshi [L'origine dell'uomo], s. l., s. f.;
- Tianshen mogui shuo [Trattato sugli angeli buoni e cattivi], s. l., s. f.;
- Shounan shimo [Storia della Passione di Nostro Signore Gesù Cristo], s. l., s. f.